# Сидорович, Александр Николаевич
Александр Николаевич Сидорович (5 января 1924, Маслогостицы, Петроградская губерния — 27 марта 1957, Ленинград) — подполковник Советской Армии, участник Великой Отечественной войны, Герой Советского Союза (1946).

## Биография
Александр Сидорович родился 5 января 1924 года в деревне Маслогостицы (ныне — Псковский район Псковской области). Окончил семь классов школы и аэроклуб. В 1941 году Сидорович был призван на службу в Рабоче-крестьянскую Красную Армию. В 1943 году он окончил Батайскую военную авиационную школу лётчиков. С сентября того же года — на фронтах Великой Отечественной войны.
К ноябрю 1944 года гвардии лейтенант Александр Сидорович был лётчиком 79-го гвардейского штурмового авиаполка (2-й гвардейской штурмовой авиадивизии 16-й воздушной армии, 1-го Белорусского фронта). К тому времени он совершил 102 боевых вылета на штурмовку скоплений боевой техники и живой силы противника, нанеся ему большие потери, лично сбил 2 вражеских самолёта.
Указом Президиума Верховного Совета СССР от 15 мая 1946 года гвардии лейтенанта Александр Сидорович был удостоен высокого звания Героя Советского Союза с вручением ордена Ленина и медали «Золотая Звезда».
После окончания войны продолжил службу в Советской Армии. Подполковник Александр Сидорович скоропостижно скончался 27 марта 1957 года, похоронен на Шуваловском кладбище Санкт-Петербурга.

## Награды
Был также награждён двумя орденами Красного Знамени, орденом Отечественной войны 1-й степени, двумя орденами Красной Звезды и рядом медалей.